# Saltina
La Saltina est une rivière de Suisse, affluent du Rhône.

## Parcours
Prenant sa source dans le massif du Simplon, à la limite avec l'Italie, dans la région du Bortelhorn, elle se jette dans le Rhône au niveau de la ville de Brigue, à 691 m. Le bassin versant est de 78 km2.
Le 24 septembre 1993, dans la ville de Brigue, la Saltina a vu son débit croître démesurément en quelques heures, caractérisé par une forte charge en matériaux solides, à la suite de très fortes précipitations, tombées dans le massif du Simplon. C'est un volume d'environ 250 000 m3 de boues et de débris de roches qui s'est déposé dans les rues de la ville. Le pont situé dans la partie amont du cône de déjection en est la cause principale.

### Sources
- Louis Carlen, « Brigue » dans le Dictionnaire historique de la Suisse en ligne.
- Carte topographique, Swisstopo